# トラック輸送振興議員連盟
トラック輸送振興議員連盟（トラックゆそうしんこうぎいんれんめい）は、自由民主党の国会議員による政策議員連盟。初代会長は江藤隆美。2002年3月に結成された。

## 概要
トラック事業の発展を目指す自由民主党の国会議員（設立時、衆議院議員160名、参議院議員56名）によって結成された。
安全対策（設立時座長・亀井善之）、道路問題（設立時座長・古賀誠）、環境問題（設立時座長・中馬弘毅）を取り扱う3つのワーキングチームよりなり
- トラック運送事業の活性化
- 適正な競争条件の整備などを図る為、物流2法の見直し
- 架装減トン車問題への対応としての中間免許制度創設
- 重量車の通行規制緩和など物流効率化を進めるための施策の実現
- 環境対策の充実
- トラックによる交通事故を減少させるための安全対策の確立
- 軽油引取税をはじめとする自動車関係諸税の見直し
- 高速道路料金のあり方

などについて提言を行うことを目的とした。
道路特定財源の一般財源化するのであれば軽油引取税をはじめとする自動車関係諸税の見直しをすべきであると主張している。

## メンバー
- 会長：加藤勝信
- 高市早苗
- 上川陽子
- 松島みどり
- 井上信治
- 平井卓也
- 阿部俊子
- 西村康稔
- 田中良生
- 赤池誠章
- 丹羽秀樹
- 江藤拓
- 鶴保庸介
- 石田真敏
- 松下新平[2]

## 元メンバー
- 亀井善之（2006年に死去）
- 坂本由紀子（2009年に議員辞職）
- 長崎幸太郎（2009年に離党）
- 今井宏（2009年に落選）
- 宇野治（2009年に落選）
- 岡本芳郎（2009年に落選）
- 金子善次郎（2009年に落選）
- 木挽司（2009年に落選）
- 笹川堯（2009年に落選）
- 谷本龍哉（2009年に落選）
- 土井真樹（2009年に落選）
- 渡辺具能（2009年に落選）
- 谷畑孝（2012年に離党）
- 古賀誠（2012年に引退）
- 木村太郎（2017年に死去）
- 北村茂男（2017年に引退）
- 田畑毅（2019年に議員辞職）
- 愛知治郎（2019年に落選）
- 菅原一秀（2021年に議員辞職）
- 衛藤征士郎（2024年に落選）
- 西村明宏（2024年に落選）
- 橋本岳（2024年に落選）
- 山本朋広（2024年に落選）